# Спіймати Кайдаша
«Спіймати Кайдаша» — український 12-серійний телесеріал 2020 року. Стрічку створила компанія «ПроКіно» для телеканалу СТБ. Сценаристка та виконавча продюсерка проєкту — Наталка Ворожбит. За основу сюжету телесеріалу взято повість Івана Нечуя-Левицького «Кайдашева сім'я».
Прем'єра телесеріалу відбулася 2 березня 2020 року на телеканалі «СТБ». Попри шалений успіх серіалу Наталка Ворожбит неодноразово наголошувала, що не планує створювати другий сезон.

## Синопсис
У сюжеті подано лише фрагменти повісті українського письменника Івана Нечуя-Левицького «Кайдашева сім'я», події якої розгортаються у 1860-х роках (через кілька років після скасування кріпацтва). У сценарії Наталка Ворожбит зробила чимало змін, порівняно з першоджерелом: вона перенесла події у період 2000—2014-х років та додала багато нових сюжетних ліній.
Події телесеріалу розгортаються хронологійно — від 2005 до 2014 року. Основні сюжетні лінії телесеріалу пов'язані з «вічною» проблемою протистояння двох поколінь однієї родини: батьків та дітей. У сюжеті наявні різні драматичні конфронтації між усіма членами родини; апогей конфлікту — 2014 рік, коли в сім'ї виникають розбіжності щодо ставлення до Майдану. Один із синів Кайдашів — Лаврін, який у складні для України часи демонструє патріотичні погляди та долучається до боротьби за незалежність; іде добровольцем на війну захищати Україну супроти російської агресії. Водночас інший син — Карпо пристав на москвофільські позиції, став прихильником Росії, звинувачуючи «майданутих» у Революції гідності та в окупації Криму й Донбасу Росією.
12-та серія закінчується відкритим фіналом.

## Назва
Наталка Ворожбит першим варіантом назви телесеріалу пропонувала «Кайдашева сім'я ХХІ століття». Саме так кінопроєкт подано й у договорі Міністерства культури України та ТОВ «ПРОКІНО» про виробництво фільму, який було підписано в листопаді 2018 року.
Утім, сценаристці фразеологізм «спіймати Кайдаша», що означає зажуритися чи задуматися над життям, здався більш сучасним:
|  | Ця назва мені здалася сучасною. Вона одразу й керівництву сподобалася, хоча промовідділ хотів повернути стару назву: мовляв, у глядача буде більше асоціацій з повістю. Проте ми відстояли «Спіймати Кайдаша», бо «Кайдашева сім'я» звучало б нафталінно та й усі люди, які читали цей твір, очікували б екранізації і були б розчарованими сучасною адаптацією. А ті люди, які терпіти не могли «Кайдашеву сім'ю» у школі, не ввімкнули б телевізор через цю назву. |

## Ролі

### У головних ролях
- Віктор Жданов — Омелько Кайдаш, батько (автомеханік)
- Ірина Мак — Маруся Кайдашиха, мати (домогосподарка)
- Тарас Цимбалюк — Карпо Кайдаш, старший син (автомеханік)
- Григорій Бакланов — Лаврін Кайдаш, молодший син (будівельник)
- Антоніна Хижняк — Мотря Кайдашенчиха, старша невістка (бухгалтерка)
- Дарина Федина — Мелашка Кайдашенчиха, молодша невістка (школярка, потім домогосподарка)
- Юлія Врублевська — Тетяна, сусідка Кайдашів (домогосподарка)

### У другорядних ролях
- Роман Ясіновський — Артем Головашин, колишній хлопець Мотрі
- Олена Галл-Савальська — «головиха» Галина Петрівна, голова сільради, мати Артема
- Христина Федорак — Свєтка, секретарка в сільраді
- Любов Колесникова — Палажка Солов'їха, баба Тетяни
- Ніна Набока — баба Параска / Параска Гришиха
- Ярослав Безкоровайний — Василь, товариш Карпа
- Андрій Луценко — тато Мотрі, Довбиш
- Тетяна Крижанівська — мати Мотрі, Довбишиха
- Анатолій Сахно — камео, тато Мелашки Балаш
- Наталка Ворожбит — камео, мати Мелашки Балаш
- Олександр Тіменко — камео, ветеринар
- Остап Дзядек — Монах
- Сергій Кияшко — Саша, коханець Мелашки
- Ігор Назаров — Федір Вікторович, новий управляючий
- Володимир Гончаров — лікар
- Олександр Охрицький — адміністратор у кафе
- Анастасія Гиренкова — Аллочка
- Юлія Першута — Ірина, співмешканка Лавріна в Богуславі
- Артур Логай — клієнт-мажор на СТО

## Творча команда
До творчої команди телесеріалу належать:
- режисер-постановник — Олександр Тіменко;
- оператор-постановник — Анатолій Сахно;
- художник-постановник — Вадим Шинкарьов;
- продюсери: Людмила Семчук, Дмитро Кіцай, Володимир Бородянський;
- виконавчий продюсер — Єгор Малихін;
- авторка сценарію та виконавча продюсерка (шоуранерка) — Наталка Ворожбит.

## Виробництво

### Вистава-попередник
Початково Наталка Ворожбит створювала власне «переосмислення» оригінального роману Івана Нечуя-Левицького «Кайдашева сім'я» у вигляді п'єси. Опісля було поставлено виставу «Спіймати Кайдаша» у Київському «Дикому Театрі» (режисер Максим Голенко). Дебют вистави «Спіймати Кайдаша» відбувся 25 травня 2019 року в Мистецькому арсеналі під час Книжкового Арсеналу 2019. Згодом, Ворожбит допрацювала сценарій і створила повноцінну сучасну п'єсу «Кайдаші 2.0», яку додано до репертуару Київського «Дикого театру» (режисер Максим Голенко). Вперше виставу «Кайдаші 2.0» побачили 2 серпня 2019 року в Будинку культури села Сорокотяга, що на Черкащині та 30 серпня 2019 року в Києві у театральному просторі «Сцена 6»).

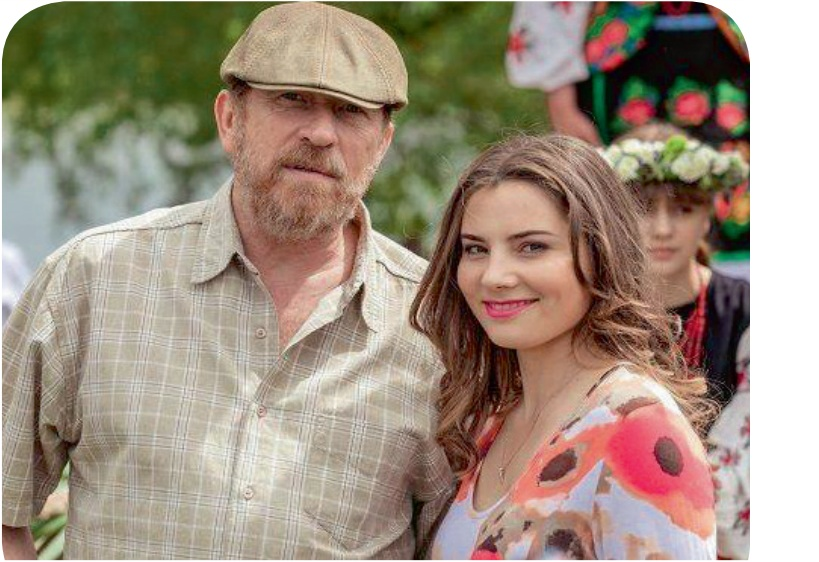
Віктор Жданов (ліворуч) та Антоніна Хижняк (праворуч) на зніманні

### Сценарій
Сценарій серіалу в Наталки Ворожбит замовив Володимир Бородянський, генеральний продюсер телеканалу «СТБ». Написання сценарію тривало півтора року в «комфортних умовах»: без зовнішніх втручань та редакцій. У порівннянні з повістю «Кайдашева сім'я», у сценарій телесеріалу введено кілька нових героїв та багато нових сюжетних ліній.
Після виходу серіалу Наталка Ворожбит стверджувала, що отриманого фінансування його творцям було недостатньо для фільмування сценарію в повному обсязі, тому вони знімали серіал у «досить тяжких» умовах. Зокрема, багато сцен і деталей зі сценарію не було знято й, відповідно, не увійшли до телевізійної версії.

### Кошторис
Після зміни керівництва телеканалу «СТБ» новий креативний продюсер StarLightFilms Дмитро Кіцай запропонував Ворожбит стати шоуранеркою проєкту та подати заявку на отримання державної фінансової підтримки. Проєкт під назвою «Кайдашева сім'я XXI» виграв конкурс кінопроєктів патріотичного спрямування Міністерства культури України в 2018 році, тож фільмування телесеріалу було на 50 % профінансовано державою: за загального кошторису ₴26,7 млн Мінкульт виділив половину вартості — ₴13,3 млн.

### Знімання
Знімання серіалу «Спіймати Кайдаша» відбувалося у Києві, в селі Дерев'яна Обухівського району Київської області та околицях Київщини (Халеп'я, Яцьки, Липовий Скиток). Для цього процесу творці спеціально побудували в Дерев'яні́́й двір і будинок для Кайдашевої сім'ї. Загалом фільмування тривало три місяці (з березня по травень 2019 року). Його проводила виробнича компанія «ПроКіно» групи StarLightMedia..
Сам Обухів згадується у 7-й серії телесеріалу. Саме до цього міста прямує на заробітки Лаврін Кайдаш.

### Саундтрек
Саундтреком до фільму стала здебільшого російськомовна попмузика 1990-х і ранніх 2000-х: пісня «Полюби меня такой» Наталки Могилевської, «Дым сигарет с ментолом» «Ненсі», «Снег» Ірини Білик та Філіпа Кіркорова, «Капли абсента» Іраклі тощо. Після показу телесеріалу сценаристка та виконавча продюсерка проєкту Наталка Ворожбит повідомила, що не шкодує про те, що використала російськомовну попсу в серіалі, оскільки це «правда життя». Сценаристка зізналася, що початково за задумом творців у першій серії також мала звучати одна з російськомовних пісень гурту «Рукі Ввєрх!», але цього так і не сталося оскільки через «фінансові» або «політичні» причини українські серіалотворці можуть купувати права на пісні російських виконавців (придбати права на пісню гурту «Ненсі» творці змогли лише завдяки «спільним знайомим»).
Також у телесеріалі звучить оригінальна інструментальна музика, стилізована під український етно-гурт «ДахаБраха» і написана композитором спеціально для серіалу, та композиція «Шо з-под дуба» цього гурту. За словами Наталки Ворожбит: «Творча команда хотіла придбати більше пісень „ДахаБраха“, однак цього не дозволив обмежений бюджет проєкту».
У фільмі звучать українські народні та популярні пісні: «Ой верше мій, верше», «Ой у вишневому саду», «Зеленеє жито, зелене», «Два кольори» (цією піснею закінчується 12-та, остання серія фільму), «А я все дивлюся, де моя Маруся», «Розпрягайте, хлопці, коні», «А весілля аж гуде» тощо.

### Мова
Відповідно до договору із Мінкультури про створення національного фільму патріотичного спрямування, підписаного у лютому 2018 року, та відповідно до закону «Про кінематографію», не менше 90 % реплік фільму мали бути українською мовою і не більше 10 % — іноземною.
У кінцевому варіанті деякі герої серіалу розмовляють суржиком. Ще під час фільмування актор серіалу Тарас Цимбалюк повідомив, що серіал знімається «смачним суржиком»:
|  | На думку актора Тараса Цимбалюка: "Суржик об'єднує всі українські колоритні селища. Актори постають перед глядачем максимально просто, так, ніби це діалог за парканом звичайної богуславської сім'ї». |

Наталка Ворожбит, авторка сценарію, не вважає мову серіалу суржиком і називає її «розмовною українською», де «понад 70 % українських слів». На думку Ворожбит, саме добірка зручних, простих слів допомогла акторам краще вжитися у свої ролі.
Окрім суржику та української, в телесеріалі також наявна російська мова, якою розмовляють троє другорядних персонажів.

## Прем'єра
В Україні прем'єру телесеріалу початково планували на телеканалі «СТБ» наприкінці лютого 2020 року, але пізніше перенесли на 2 березня 2020 року.

## Сезони та серії
| Сезон | Сезон                | Серії | Оригінальні покази | Оригінальні покази |
| Сезон | Сезон                | Серії | Прем'єра           | Фінал              |
| ----- | -------------------- | ----- | ------------------ | ------------------ |
|       | 1                    | 12    | 2 березня 2020     | 11 березня 2020    |
|       | 1 (розширена версія) | 12    | 31 серпня 2020     | 10 вересня 2020    |

1-й сезон:
| № серії | Назва серії   | Режисер(и)        | Сценарист(и)     | Оригінальна дата виходу |
| --- | ------------- | ----------------- | ---------------- | ----------------------- |
| 1 | «1-ша серія»  | Олександр Тіменко | Наталка Ворожбит | 2 березня 2020          |
| Лаврін повертається з армії, його зустрічає сім'я. Особливо йому рада сусідка Танька, яка на зло Карпові спить із Лавріном у першу ж ніч після його повернення. На цій же вечірці Карпо бачить Мотрю й закохується у неї. Він запрошує її в клуб, але вона приходить з Артемом ‒ сином голови колгоспу. Лаврін гуляє з іншими дівчатами, тоді як Карпо сохне за Мотрею. Він впевнений, що вона виходить заміж за Артема. Маруся радить Карпу сповідатися. Він іде до церкви й зустрічає там Мотрю. Вона каже, що не виходить заміж, а їде працювати в місто. В день від'їзду Карпо викрадає її просто з автобусної зупинки. |               |                   |                  |                         |
| 2 | «2-га серія»  | Олександр Тіменко | Наталка Ворожбит | 2 березня 2020          |
| Танька застає на березі річки Карпа і Мотрю, які кохаються. Вона у розпачі. Мотря змушує Карпа зробити їй пропозицію. Їхні батьки проти шлюбу. Омелько змушений влізти в борги через весілля. Танька намагається отруїтися ліками в день весілля і постригла самостійно волосся. Після цього баба Палажка викликала швидку і Таньку забирають в лікарню, а баба Палажка плаче і не може поїхати, бо нікому доглянути Ваньку. Лаврін їде з нею в лікарню, її рятують і він дізнається про вагітність. Під час весілля Карпо дізнається, що Мотря спала з Артемом. Він влаштовує їй скандал через те, що вона йому брехала. Умовою примирення він ставить переїзд від заможних батьків Мотрі до Кайдашів. Перша шлюбна ніч пари проходить у загальній кімнаті братів, а вже о шостій ранку Маруся будить Мотрю до роботи. |               |                   |                  |                         |
| 3 | «3-тя серія»  | Олександр Тіменко | Наталка Ворожбит | 3 березня 2020          |
| Мотря намагається догодити свекрусі й робить усю роботу по господарству, але підслуховує, як та обговорює її з бабою Палажкою, називаючи її ледачою. Мотря починає мститися і в будинку Кайдашів розпалюються скандали. Омелько уперше «ловить білку» під час одного зі скандалів. Мотря випадково знаходить лист Танюхи, в якому вона зізнається в коханні та в тому, що вагітна від Карпа. Мотря з Карпом сваряться і бурхливо миряться. Лаврін спить на кухні, читає книжки й гуляє з дівчатами. Йому набридли скандали, і він, разом з Артемом, їде на заробітки в найближче місто — Богуслав. Мотря повернулася до батьків. Вона розказала їм, що марно робить для Омелька і Марії, адже вони її вважають поганою. Після того пішла в свою кімнату плакати. Потім зайшли батьки, а Микола віддав гроші, щоб погасити борг. На Різдво Лаврін повертається додому і застає грандіозний скандал і розкидані гроші. Йде до Таньки й бачить її вагітною. |               |                   |                  |                         |
| 4 | «4-та серія»  | Олександр Тіменко | Наталка Ворожбит | 3 березня 2020          |
| Лаврін кожні вихідні приїжджає із заробітків у село і привозить подарунки не тільки родичам, а й Тані, яка нещодавно народила дівчинку. Селом ідуть чутки, що Лаврін не просто так допомагає їй. Таня із вдячністю приймає допомогу й у неї з'являється надія, що Лаврін з нею одружиться. Карпо переживає, підозрюючи що дитина Тані від нього. Ще більше через це злиться Мотря, якій не вдається завагітніти. Мотря вийшла на роботу до сільської ради бухгалтеркою. Це стає причиною ревнощів Карпа, бо її начальниця ‒ мати Артема. Лаврін обіцяє піти з Танею на свято Трійці, але за день до цього зустрічає дівчину своєї мрії ‒ Мелашку. |               |                   |                  |                         |
| 5 | «5-та серія»  | Олександр Тіменко | Наталка Ворожбит | 4 березня 2020          |
| Кайдаші їдуть свататися до Мелашки, де дізнаються, що вона з дуже бідної сім'ї. А головне ‒ вона неповнолітня і вчиться в 11 класі школи. Лаврін теж про це не знав і тепер намагається придумати щось, щоб батьки дозволили їм одружитися. Він знаходить вихід ‒ зачати з Мелашкою дитину, що й робить. Мотря переживає, де вони всі будуть жити. Вона вмовляє Лавріна зробити ремонт у сараї. Він погоджується і робить хороший ремонт. Мотря заздрить і хоче заселитися туди з Карпом. Зі злості вона закопує маленьких цуценят їхньої собаки. Але потім намагається їх відкопати. Живим залишається тільки одне цуценя. |               |                   |                  |                         |
| 6 | «6-та серія»  | Олександр Тіменко | Наталка Ворожбит | 5 березня 2020          |
| Мотря і Карпо живуть у відремонтованому сараї, а вагітна Мелашка з Лавріном — у будинку Кайдашів. Мотря обожнює свого собаку, його назвала Султаном. Єдине, що не дає їй спокою ‒ спільне майно з Кайдашами. Під час одного зі скандалів Мотря і Маруся б'ються, Карпо штовхає Омелька — і все це закінчується їх походом у міліцію. Там їм поліцейський радить розділити майно, що вони роблять. Лаврін і Танюха помирилися. Мелашка теж подружилася з нею. Коли Анджеліна зайшла до Карпа з квіткою і подарувала йому, Мотря, побачивши це, вигнала з саду Анджеліну. Потім через безперервний плач дитини Таня звернулася до баби Параски. Після того Параска запропонувала охрестити. Після візиту до баби Параски Анджеліна досі плакала, аж до зустрічі з Мелашкою. Таня бере її хрещеною для своєї дочки. Хрещеним випадково стає Артем, колишній кавалер Мотрі. Під час святкування хрещення було чутно звуки пили. Всі пішли на звук. Виявилось, що Карпо планував зрізати грушу. Але Омелько захищає її. Потім Карпо дістав зброю. Всі перелякались. |               |                   |                  |                         |
| 7 | «7-ма серія»  | Олександр Тіменко | Наталка Ворожбит | 5 березня 2020          |
| Лаврін їде на заробітки будівельником до Обухова, й Мелашка залишається одна з дитиною. Маруся робить все, щоб вона якомога менше проводила часу з її дитиною. Мелашка випадково дізнається, що Танюха спить з Артемом. Султан отруївся і Карпо з Мотрею везуть його в Богуслав до ветеринара, а потім залишаються там на ніч у готелі, де кохаються. Після повернення в село Карпо йде до Таньки з пропозицією удочерити Анджеліну. Але виходить Артем і заявляє, що він усиновить дітей Танюхи. Повертаючись з полювання, Карпо бачить зграю собак, які б'ються поряд з Анджеліною. Не роздумуючи, він стріляє у зграю та ненароком вбиває Султана. Через тиждень вона йде від нього до батьків. Карпо страждає. Йому пропонують роботу в Богуславі. Переїзд до Богуслава ‒ шанс повернути Мотрю. Вона погоджується на переїзд. Пара йде здавати аналізи й з'ясовується, що вони не можуть мати дітей через безпліддя Карпа. |               |                   |                  |                         |
| 8 | «8-ма серія»  | Олександр Тіменко | Наталка Ворожбит | 9 березня 2020          |
| Настає 1 квітня — день народження Марусі Кайдашихи. Господиня почала готуватися за цілих 3 дні до свята. Зарізала курку, приготувала багато м'ясних страв і салатів, накрила стіл і стала чекати гостей. Але вся сім'я дружно забула про її уродини. Щоб виправитися, Лаврін із Мелашкою вирішують зробити матері подарунок — чайний сервіз Мотрі, який опинився під рукою. Карпо ж дарує матері «нову» мобілку, яку він конфіскував у одного з клієнтів СТО, де він працює, через відмову оплатити ремонт машини. Омелько продовжує спиватися. За пляшку горілки той готовий віддати годинник і навіть стати на коліна перед продавчинею в магазині. Постійна пиятика доводить старого до того, що він знову починає бачити чортівню і навіть втрачає мову. Вночі, коли Омелько повернувся, він впав на сходах. Карпо побачив його і покликав Марусю. Родині доводиться везти Омелька у Богуслав, щоб звернутися до профільних лікарів, але ті лише розводять руками. Мотря зустрічається з бабою Параскою. Вони домовились, щоб баба Параска приїхала до них в Богуслав. На Вербну неділю баба Параска прийшла до них і всі помолились, щоб Омелько заговорив і це збулось. |               |                   |                  |                         |
| 9 | «9-та серія»  | Олександр Тіменко | Наталка Ворожбит | 9 березня 2020          |
| У Семигорах святкують Новий рік. Таня з Артемом збираються в гості до Лавріна й Мелашки, в яких ось-ось народиться друга дитина. Старший син Кайдашів Карпо з дружиною Мотрею повернулися з Богуслава до села та стали жити з тестем і тещею. Але й тут Мотрі неспокійно. Рідна мати каже, що дочка вийшла не за того і пора розлучатися, поки вона остаточно не втратила молодість. Від туги Мотря так напивається на новорічній вечірці в сільраді, що забуває дорогу додому. Чудом утримуючись від свого алкоголізму, Омелько став ходити до церкви та виконувати всі заповіді. Здавалося б, у будинку Кайдашів нарешті настав довгоочікуваний мир. Але триває він недовго, бо саме в новорічну ніч Мотря вирішує переїхати назад до села і виселити Лавріна з Мелашкою назад у будинок до батьків. |               |                   |                  |                         |
| 10 | «10-та серія» | Олександр Тіменко | Наталка Ворожбит | 10 березня 2020         |
| Тимчасовий мир, що запанував у родині, порушує Мелашка. Вона перестає готувати й гледіти за дітьми, зате починає відповідати свекрусі міцним слівцем. Заморений Лаврін пропадає на роботах, щоб прогодувати сім'ю. Але його самого вже другий тиждень пригощає обідами рідна мати. У цій метушні настає Великдень. Баба Параска збирає охочих поїхати святити паску в Києво-Печерську Лавру. Мелашка раптово спалахує незрозумілим бажанням приєднатися до подорожі прочан. Маруся не рада цьому: вона не хоче самостійно прибирати в будинку перед святом. Але побожний Омелько захищає невістку. Мелашка вирушає до Києва й знайомиться там із жінкою, що продає писанки, і та пропонує їй роботу. Мелашка тікає з-під нагляду баби Параски і залишається жити в майстерні писанок, відправивши Лавріну повідомлення із вибаченнями. Після того, коли він передзвонив їй, Мелашка відключила телефон. Лаврін із батьком приїжджають в Київ і намагаються відшукати Мелашку, показуючи її фотографію відвідувачам у Лаврі, але повертаються ні з чим. Працюючи в Києві, Мелашка зустрічає іншого чоловіка з Донецької області, з яким у неї починається роман. Жінка, у якої живе і працює Мелашка, вирішує признатися Лаврінові, куди поділась його жінка. Після того Лаврін поїхав мотоциклом Василя до Києва. |               |                   |                  |                         |
| 11 | «11-та серія» | Олександр Тіменко | Наталка Ворожбит | 11 березня 2020         |
| Минає рік після втечі Мелашки в Київ на торішній Великдень і пізнішого повернення її до села. Тепер свекри намагаються говорити з нею м'якше, менше завантажують роботою, а Лаврін і зовсім здуває порошинки з дружини. Але цей мир занадто крихкий і може зруйнуватися в будь-який момент, адже на телефон Мелашки продовжують надходити повідомлення від її коханця, Сашка з Донецька, з яким вона познайомилася в Києві. Він, як і раніше, добивається її, й Мелашка без сорому зізнається Тетяні та Свєті, що розлюбила чоловіка. Немає спокою й Омельку: після поїздки до Києва він знову почав пити. Горілка впливає на нього настільки, що він непритомніє, марить, плутає минуле з сьогоденням. Він знову вирішує закодуватися: цього разу в Богуславі. Мотря під час чергової сварки випадково розказує Лавріну про те, що Мелашка досі зустрічається з коханцем. Після того Карпо передумав зрізати грушу. Але батько після того впав зі стільця. |               |                   |                  |                         |
| 12 | «12-та серія» | Олександр Тіменко | Наталка Ворожбит | 11 березня 2020         |
| Родина героїв уже рік живе без твердої батьківської руки — батько лежить паралізований. Без глави держави залишилася й Україна після зради Януковича та його втечі в Росію. Євромайдан повалив владу олігархів, а в Криму та Донбасі після військової агресії Росії проти України почалася Російсько-українська війна. Карпо у важкі для України часи показує проросійську сутність: він винить у всьому Євромайдан, називає революцію Гідності вірусом «майданутих» та злиться, що його роботодавець та місцевий керівник «Партії регіонів» зник, і він залишився без роботи. Водночас Лаврін не може слухати проросійську антиукраїнську пропаганду з вуст брата й не уявляє, як можна зрадити свій народ. Біда не обійшла стороною Семигори — Василь, друг Карпа і Лавріна, був призваний у військо і зник безвісти в боях за Іловайськ. В селі з'явилися біженці зі Сходу України. Сім'ї розділилися на два табори: одні з розумінням ставляться до переселенців та іноді готові все віддати для них, а інші ж бачать у них проросійських зрадників та хочуть, щоб вони покинули Семигори. Тарасик — менший син Мелашки зник, щоб знайти білого коня і піти на війну. Мотря, побачивши Тарасика пішла з ним додому. Назустріч йдуть Лаврін з Мелашкою і побачили Мотрю. Вони навіть не подякували їй. Свєта часто плаче через Василя, а Мелашка не припиняє думати про Сашка з Донецька, який теж перестав їй писати. Мотря нарешті завагітніла. Лаврін вирішує піти добровольцем на війну. Після того, як Лаврін пішов, Маруся почала плакати, а у Омелька був сум. Мелашка наздогнала Лавріна і дала пиріжки, глянула в сумку і була розчарована. Лаврін сів в автобус і поїхав. Мотря дізнається що вагітна. Після того діти Лавріна хотіли поїсти груш, а Мотря проти того. І знову почався скандал. Підходить Мелашка і погрожує Мотрі за те що Мотря руку піднімала до її дітей. Після того Таня також втрутилась. Також Маруся підійшла і крикнула до Мотрі. І знову у Кайдашів стало неспокійно. І привітання Лавріна по радіо ніхто не слухав, бо був черговий скандал через те, що Мотря проти того, щоб діти їли груш. |               |                   |                  |                         |

## Телевізійні рейтинги
Під час прем'єр телесеріалу на телебаченні з 2 до 11 березня 2020 року на телеканалі «СТБ» зафіксовано 10,5 мільйона переглядів. На YouTube першу серію подивилися більш як 2,1 млн глядачів.
За час повторного показу серіалу на початку січня 2021 року він став найкращою трансляцією місяця на каналі СТБ.

## Відгуки
Навесні 2020 року після показу серіал викликав значний резонанс в українському суспільстві. Зокрема, після його виходу «прокотилась» хвиля позитивних відгуків у соціальних мережах, де користувачі наввипередки виражали захоплення акторським складом серіалу. Звучало багато відгуків, представники яких називали серіал «дзеркалом» реального життя українців. Окрім того, у соцмережах неодноразово порівнювали його із серіалом «Свати» (додаючи, що він усе ж для «інтелектуальнішої» аудиторії).
Водночас були й не зовсім позитивні відгуки кінокритиків, реакції яких варіювалися від абсолютного захоплення до повного розчарування серіалом. Одним із найбільших недоліків серіалу, на думку деяких кінокритиків та глядачів, стало використання у серіалі суржику.

Позитивно про серіал відгукнувся кінокритик Сергій Тримбач. На його думку, авторами фільму усі персонажі «розставлені на фільмовій „дошці“ дуже точно», відповідно до мотиву з повісті Нечуя-Левицького. Він також відзначив мовні зміни між ранніми серіями та пізнішими:
Позитивно про фільм відгукнувся письменник Сергій Жадан, який назвав стрічку «феноменом» і «неймовірно важливим та яскравим явищем» українського кінематографу. Він зазначав: «Давно ніхто не говорив про українців так просто й переконливо».
Оглядач Назар Данчишин позитивно оцінив проведені Наталією Ворожбит паралелі між Україною у Нечуя-Левицького та Україною після здобуття Незалежності. Зокрема, він вбачає аналогію між скасуванням кріпацтва та скасування примусових колгоспів, після яких живуть селяни в повісті та серіалі відповідно. Данчишин також високо оцінив гру акторів, режисуру та операторську роботу в серіалі.
Загалом позитивно оцінивши серіал, артоглядачка Лєна Чиченіна зауважила, що окремі глядачі нарікали на використання у серіалі суржику. Інші ж глядачі навпаки — захоплювалися мовою серіалу, хвалили органічний, ненадуманий суржик.
Вкрай негативно про серіал відгукнувся кінорежисер Валентин Васянович, який дорікав серіалові пафосом, вульгарністю, кепським монтажем, поганою грою акторів та шароварщиною (зауваживши, що переглянув лише 15 хвилин першої серії). Однак найбільшою помилкою в серіалі, серед тих кінокритиків та глядачів, кому він не сподобався, була мова серіалу, точніше використання у ньому суржику. Так журналіст Ярослав Сумишин найбільшим відхиленням серіалу назвав його суржик, й зазначив: «„Спіймати Кайдаша“, фактично, популяризує суржик, на рівні підсвідомого прищеплюючи шанувальникам кіно зневажливе ставлення до української мови». Подібну до Сумишина думку висловила й журналістка Юлія Введенська, яка також мінусом серіалу назвала суржик, і зазначила: «Хоч мовний суржик, очевидно, мав додати „атмосферності“ й сільського колориту» однак «часто-густо просто ріже вухо»; Введенська підсумовує, зазначивши, що загальне враження від серіалу негативне й таке, «ніби [тобі] з ложечки згодували образ „середньостатистичного українського селянина“, густо приквецяний токсичною кремлівською пропагандою». Ще більш категорично щодо мовлення в серіалі висловився професор та керівник українського кіноклубу Колумбійського університету Юрій Шевчук, називаючи серіал «вершиною примітиву, несмаку й фальшу, що святкує суржик, це жалюгідне тавро московського рабства».

## Можливе продовження
Попри значний успіх серіалу, в інтерв'ю із українськими ЗМІ Наталка Ворожбит неодноразово стверджувала, що не планує створювати другий сезон, оскільки, за її словами: «Це завершена історія». Проте й не заперечує повністю цієї можливості, тим паче якщо їй забезпечать «комфортні умови» для написання сценарію другого сезону, дозволивши писати півтора року.
Ворожбит також зазначала, що відзнято багато сцен, які так і не увійшли до кінцевої версії телесеріалу, й існує ймовірність, що телеканал СТБ випустить «розширену режисерську» версію першого сезону з вирізаними раніше епізодами. Розширену версію серіалу було показано на телеканалі СТБ з 31 серпня по 10 вересня 2020 року.

## Нагороди
| Рік  | Нагорода     | Категорія                | Номіновані         | Результат | Дж.    |
| ---- | ------------ | ------------------------ | ------------------ | --------- | ------ |
| 2021 | Золота дзиґа | Найкращий ігровий серіал | «Спіймати Кайдаша» | Перемога  | [ 51 ] |